# Komatsu Shokai
Komatsu Shokai – japońska wytwórnia filmowa założona w 1903 roku przez Saito Kotaro i działająca do lat 20. XX wieku. Początkowo zajmowała się dystrybucją filmów innych producentów, jednak z czasem rozpoczęła również tworzenie własnych. Od 1914 roku dysponowała własnym studiem filmowym w Takadanobaba.